# Metro (romanzo a fumetti)
(Metro, Incipit)
Metro è un romanzo a fumetti scritto e disegnato dal fumettista egiziano Magdy El Shafee. Pubblicata al Cairo nel 2008 dalla casa editrice Malaamih, l'opera è stata subito ritirata dalle librerie per mano del Governo che ha aperto un processo nei confronti dell'Autore e del suo Editore, tuttora in corso. Scritto in dialetto egiziano, racconta le avventure di un lustrascarpe.
Metro è stato descritto come il primo romanzo a fumetti per adulti in arabo.

## Contenuti
Ambientato nella Cairo contemporanea, durante la crisi economica non risparmia quella sociale. Il protagonista è il signor Shihab, software designer che non può pagare un debito contratto con uno strozzino e che organizza una rapina in banca per risolvere definitivamente i suoi problemi finanziari. Per realizzare l'impresa criminale si avvarrà del complice e amico Mustafà il quale lo tradirà e fuggirà con tutta la refurtiva. Senza lieto fine, Shihab si troverà in un vortice di corruzione politica e finanziaria, trovando l'unica consolazione nella giornalista Dina.

## La censura
Anche se la scusa ufficiale per il regime erano le “scene di sesso e il linguaggio volgare” (accusato di aver prodotto pornografia) presto è emerso che il fastidio dell'allora ancora solido regime di Mubarak si deve alle allusioni dirette alla dittatura del rais. Il fumetto diventa un manifesto di libertà, e per questo motivo autore ed editore sono perseguiti dalla “giustizia” egiziana, che ha confiscato e distrutto le copie del libro, arrestato l'editore e processato l'autore, oggi icona del movimento di liberazione. In una scena centrale di Metro, un vecchio lustrascarpe cieco inciampa su una dimostrazione anti-governativa nelle strade del Cairo. I dimostranti cantano: "Dove posso trovare giustizia per gli oppressi? Dove posso trovare cibo per gli affamati?" Il vecchio, quasi senza rendersene conto, comincia a mormorare. Dopo pochi fotogrammi viene portato sulle spalle dei manifestanti. Poi viene picchiato da una banda di giovani teppisti del genere normalmente impiegato dalle autorità egiziane per rompere le dimostrazioni. In due pagine, l'autore di Metro descrive il recente movimento democratico in Egitto, così come le gravi conseguenze di qualsiasi attivismo politico. 
Può essere una scena come questa che ha portato alla recente scomparsa di Metro dalle librerie del Cairo per mano delle autorità? La logica dietro le azioni dei funzionari governativi resta, come è spesso il caso dell'Egitto, poco chiara.

## Metroe la primavera araba
L'elemento più straordinario di Metro è la lucidià con la quale Magdy El Shafee ha intuito il futuro e i tempi della rivolta, sin dalla prima stesura durante l'aprile 2008: nella mente dell'autore il ruolo del popolo d'Egitto erano decisivi nell'insurrezione contro la dittatura e il suo regime. Metro è un fumetto che ha denunciato la vigilia della rivolta, la crisi della società civile sotto Mubarak, dando il via alla liberalizzazione della cultura. Denuncia la natura dispotica del regime, un attimo prima che cominci la rivolta il 25 gennaio 2011 quando la società civile manifesta per le strade d'Egitto come non si era mai visto negli ultimi 30 anni, fino alla caduta di Mubarak.
Il 22 agosto 2011, nell'ambito del Festival Adriatico Mediterraneo 2011, è stata allestita la mostra “Egitto senza piramidi”, dove sono stati ripercorsi gli anni recenti della storia egiziana sino alla caduta di Mubarak. Ospiti dell'esposizione sono state le tavole dei disegnatori Magdy El Shafee e Pino Creanza.

## Critica
Questo libro ha ricevuto molte recensioni positive:
- «L'umanità del Cairo descritta da Shafee è tutto fuorché lo stereotipo corrente. Ricorda, semmai, le dimensioni urbane occidentali, la frammentazione.»[6]
- «Al-Shafei, e una crescente tendenza dei romanzi egiziani è l'inclusione di nuovi mezzi di comunicazione.»[7]
- «Il romanzo è un visual record della zeitgeist, riempito con la povertà, la frustrazione sessuale, la corruzione e gli abusi, tratti dagli eventi che circondavano Al Shafee quando disegnava il romanzo.»[8]
- «Un nuovo genere, un nuovo stile e una nuova scoperta stanno emergendo dalla penna di Magdi Al-Chafei, fumettista e scrittore egiziano.»[9]
- «Con Metro, Magdy Al Shafee crea la prima graphic novel araba. E subito si scatena la censura.»[10]
- «Si intitola Metro la prima graphic novel per adulti che parla egiziano. È stata uno dei primi cult per la generazione di ventenni underground che fino a pochi anni fa erano una rarità al Cairo.»[11]

## Edizioni
- Magdy El Shafee, Metro, Malaamih, Il Cairo, 2008,  pp. 100 pp.
- Magdy El Shafee, Metro, traduzione di Ernesto Pagano, collana Altriarabi (n. 4), il Sirente, Fagnano Alto, 2010,  pp. 112 pp., ISBN 978-88-87847-25-3.
- Magdy El Shafee, Metro, The Comic Shop - Publishers, 2011,  pp. 100 pp, ISBN 978-977-6262-12-6.
- Magdy El Shafee, Metro, Metropolitan Books, New York, 2012,  pp. 112 pp.
- Magdy El Shafee, Metro Kairo Underground, Edition Moderne, 2012,  pp. 104 pp, ISBN 978-3-03731-099-1.
- Magdy El Shafee, Metro: A Story of Cairo, traduzione di Chip Rossetti, Henry Holt, 2012,  pp. 95 pp, ISBN 978-0-8050-9488-6.